# Sân bay Bundibugyo
Sân bay Bundibugyo (ICAO: HUBU) là một sân bay ở Bundibugyo, Uganda.